# Ietro
Ietro (în ebraică:יתרו se pronunță Itro, în arabă: يثرون Yatrun, dar identificat în tradiția islamică și druză  cu profetul Shuayib يثرون) este un personaj biblic - din Biblia ebraică, respectiv din Cărțile lui Moise din Vechiul Testament, a fost un păstor kenit și preot din Midian , tatăl Seforei (Tzipora), care a devenit soția lui Moise.
În Cartea Exodul socrul lui Moise este numit Reuel (sau Raguel) (Exodul 2Ș18) dar mai apoi, Ietro (Exodul 3:1). În cartea  Numerii socrul lui Moise este numit Hobab (Hovav).
Carol Meyers consideră că Reuel și Ietro ar fi fost persoane diferite, din presupuse tradiții biblice diferite. După Iahvist - Reuel,sau poate Hovav, iar după Elohist - Ietro 
După Ietro se numește o pericopă a săptămânii din lectura Pentateuhului, pericopa Itro (Parashat Itro). 
Sub numele arab Shuayib el este menționat în Koran. Religia druzilor din Levant îl consideră pe Shuayib fondatorul spiritual al cultului său și proorocul principal al comunității lor. În plus druzii văd în el strămoșul al lor.

## Numele
Există anumite neînțelegeri cu privire la numele socrului lui Moise (Hoten Moshe)
Când este menționat pentru întâia oară în Biblie, în Cartea Exodului 2:16 numele sau este Reuel sau Raguel, după cum este transcris în Septuaginta. În cartea Exodului 3:1 i se spune Ietro (Itro), iar în Exodul 4:18 este numit Ieter sau Ietro. În schimb, în Cartea Judecători 4:11 apare ca socrul lui Moise un bărbat numit Hobab (Hovav), iar Cartea Numerii  10:29 vorbește de Hobab (Hovav),fiul lui Reuel midianitul, socrul lui Moise, ceea ce cercetătorilor li se pare mai probabil.    
În tradiția iudaică, aceste discrepanțe erau explicate prin credința că socrul lui Moise avea șapte nume:Reuel, Ieter, Ietro, Hobab, Heber kenitul, Kenitul (Keni) (Judecători 1:16, 4:11) și Putiel. 
Socrul lui Elazar (Exodul 6:25) era identificat cu Ietro, numele sau fiind interpretat ca „cel ce a abandonat idolatria” sau „cel ce îngrășa vițeii pentru jertfele aduse idolului” 

După unii cercetători moderni Ietro ar fi fost un titlu însemnând ceva ca Măria Sa și Reuel ar fi fost numele lui adevărat.  

Un nume asemănător cu Ietro, Ieter, mai apare în cartea Cronici I,  2:17, ca fiind soțul unei surori a lui David, pe nume Abigail (Avigail):
„Ieter ismaelitul”. 
După Midrash, Ietro era Hovav „hoten Moshe”,socrul lui Moise.
Midrashul relatează că după ce Ietro l-a sfătuit pe Moise să numească judecători, el s-a întors în Midian si la familia sa pentru a o converti la religia lui Moise, și atunci s-a alăturat poporului lui Israel care a ieșit din Egipt. În cartea Numerii i-a cerut Moise lui Hovav, care după această opinie este identic cu Ietro, să rămână cu poporul și să-l ajute să străbată deșertul, și, în adevăr, în Cartea Judecătorilor găsim pe urmașii lui Hovav, denumiți tribul kenitului sau keniți. Între
ei se numără și Iaela sau  Yael, soția lui Hever Kenitul, cea care l-a omorât pe Sisra.

## În Biblia ebraică

### În Cartea Exodului

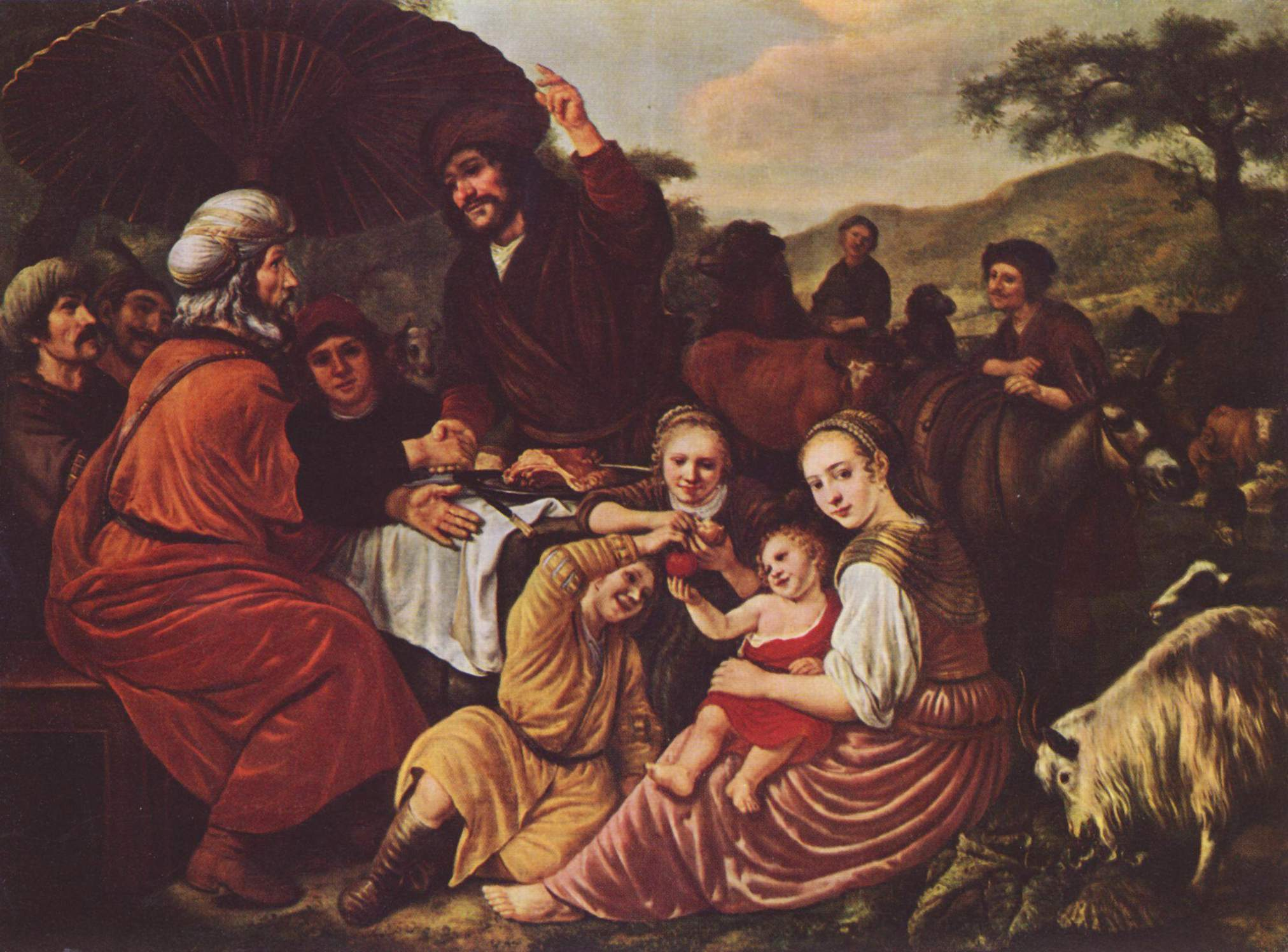
Moise își ia rămas bun de la Ietro de Jan Victors, c. 1635, dupa evenimentul amintit în. Ietro este arătat în stânga, în roșu

Ietro este descris ca preot din Midian (cohen Midian) și a devenit socru al lui Moise, căruia i-a dat mâna fiicei sale Sephora (Tzipora). Figura sa apare în Exodul, 2:18. 
Midianul era o regiune care s-ar fi întins de-a lungul marginii de est e a Golfului Akaba, în nord-vestul Arabiei. După alții, ar fi fost în Peninsula Sinai. 
Fiica lui Ietro, Tzipora, s-a măritat cu Moise, după ce acesta a fugit din Egipt, unde a ucis un egiptean pe care îl văzuse maltratând un rob evreu. Refugiat fiind în Midian, Moise s-a amestecat în disputa pentru apă dintre cele șapte fiice ale lui Ietro și ciobani locali. Ietro l-a invitat atunci pe Moise în casa sa și l-a primit cu amabilitate. Totuși, Moise era conștient că era un străin în ochii localnicilor, și de aceea l-a numit pe întâiul său fiu Gershom, adică „străin acolo”. Se povestește că vreme de 40 ani Moise a muncit ca păstor al turmelor lui Ietro, înainte de a reveni în Egipt, de unde i-a condus pe evrei sau israeliți spre Țara Făgăduinței - Canaanul. 
După lupta de la Refidim împotriva  amalekiților, a primit și Ietro vestea că israeliții conduși de Moise au izbutit să se elibereze și să iasă din Egipt, și a plecat ca să-l întâlnească.  Cei doi s-au întâlnit în pustia de la Muntele lui Dumnezeu (Exodul 18:5)
Moise i-a povestit lui Ietro toate câte s-au întâmplat, iar apoi, după cum povestește Cartea Exodului 18:9-12:
„Iar Ietro s-a bucurat de toate binefacerile ce a arătat Domnul lui Israel, când l-a izbăvit din mâna Egiptenilor și din mâna lui Faraon. 
și a zis Ietro: "Binecuvântat este Domnul, Care v-a izbăvit din mâinile Egiptenilor și din mâna lui Faraon, Cel ce a izbăvit pe poporul acesta din stăpânirea Egiptenilor. 
Acum am cunoscut și eu că Domnul este mare peste toți dumnezeii, pentru că a smerit pe aceștia. 
Apoi Ietro, socrul lui Moise, a adus lui Dumnezeu ardere de tot și jertfă. și au venit Aaron și toți bătrânii lui Israel să mănânce pâine cu socrul lui Moise înaintea lui Dumnezeu”

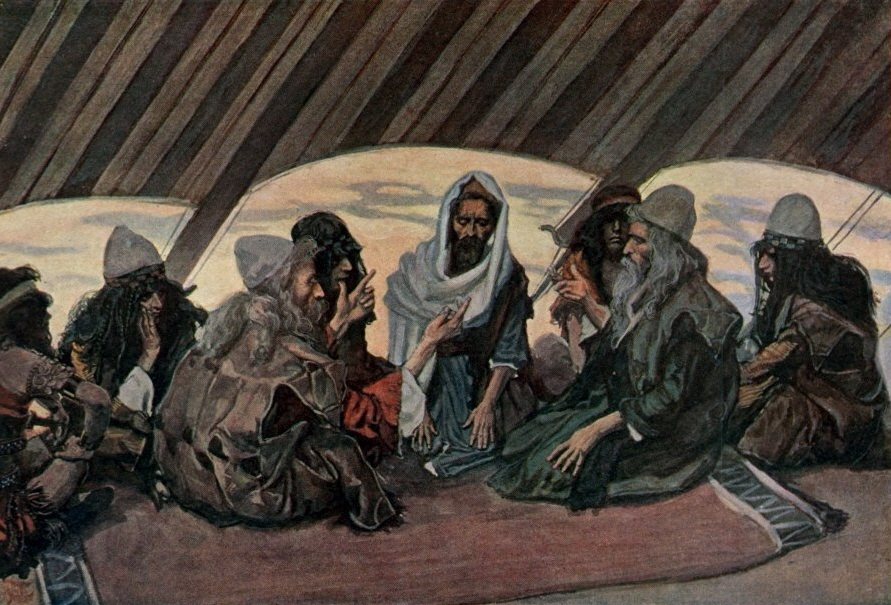
Ietro și Moise - pictură de James Tissot

După aceasta Ietro l-a sfătuit pe Moise să-și ușureze povara și să numească și pe alții care să judece poporul. După sfatul lui Ietro
Moise a întemeiat o structură ierarhică cuprinzând „sarim” - sarei alafim, sarei meot, sarei hamishim, sarei asarot, care judecau poporul.